# Avenida Artigas (Asunción)
La Avenida General José Gervasio Artigas, abreviada generalmente como Avda. Artigas, es una importante avenida de Asunción, Paraguay. Se inicia en la Avda. Primer Presidente, justo frente a la entrega principal del Jardín Botánico y Zoológico de Asunción, y termina en el cruce con la Avda. España.

## Toponimia
La avenida es nombrada así por el prócer uruguayo José Gervasio Artigas.

## Importancia
La importancia de la avenida radica en el hecho de que dicha avenida constituye uno de los principales ejes viales de acceso al centro de la capital, especialmente a los residentes de las ciudades vecinas de Mariano Roque Alonso y Limpio. La Avenida Costanera es paralela a la Av. Artigas.

## Lugares de interés
Los lugares importantes que se encuentran sobre esta avenida de suroeste a noreste son:
- Instituto Geográfico Militar
- Estadio Dr. Nicolás Leoz (Club Libertad)
- Centro Médico La Costa
- Hospital Geriátrico Gerardo Buongermini del I.P.S.
- Supermercado Ycuá Bolaños (incendiado en el 2004)
- Jardín Botánico y Zoológico de Asunción

Instituciones educativas:
- Colegio Técnico en Ciencias Geográficas Cnel. Gaudioso Núñez (casi Avda. Perú)
- Colegio Nacional República de Cuba (casi Avda. Gral. Santos)

## Infraestructura
La avenida está asfaltada en su totalidad. Su anchura varía de acuerdo a los barrios en los que pasa. Es de doble sentido en toda su extensión, a excepción de sus primeros 100m desde la Avda. España, donde se ingresa desde la Av. Brasil.